# Новоалександровка (Еланецкий район)
Новоалександровка (укр. Новоолександрівка) — село в Еланецком районе Николаевской области Украины.
Основано в 1921 году. Население по переписи 2001 года составляло 245 человек. Почтовый индекс — 55553. Телефонный код — 5159. Занимает площадь 0,466 км².

## Местный совет
Адрес местного совета: 55553, Николаевская область, Еланецкий район, с. Калиновка, ул. Першотравневая, 1.